# Ligat ha’Al 2015/16
Die Ligat ha’Al 2015/16 war die 17. Saison seit ihrer Einführung unter diesem Namen im Jahre 1999 und die 74. Spielzeit der höchsten israelischen Spielklasse im Männerfußball. Sie begann am 22. August 2015 und endete am 21. Mai 2016. Titelverteidiger war Maccabi Tel Aviv.
Meister wurde Hapoel Be’er Scheva.

## Mannschaften
| Verein                      | Stadt          | Stadion                            | Kapazität |
| --------------------------- | -------------- | ---------------------------------- | --------- |
| Hapoel Akko                 | Akkon          | Städtisches Stadion Akko           | 05.000    |
| Hapoel Be’er Scheva         | Be’er Scheva   | Arthur-Vasermil-Stadion            | 13.000    |
| Hapoel Haifa                | Haifa          | Sammy-Ofer-Stadion                 | 0030.942  |
| Maccabi Haifa               | Haifa          | Sammy-Ofer-Stadion                 | 30.942    |
| Beitar Jerusalem            | Jerusalem      | Teddy-Stadion                      | 0031.733  |
| Hapoel Ironi Kirjat Schmona | Kirjat Schmona | Städtisches Stadion Kirjat Schmona | 05.300    |
| Hapoel Kfar Saba            | Kfar Saba      | Levita-Stadion                     | 05.800    |
| Maccabi Netanja             | Netanja        | Netanja-Stadion                    | 13.610    |
| Maccabi Petach Tikwa        | Petach Tikwa   | HaMoshava-Stadion                  | 11.500    |
| Hapoel Ra’anana             | Ra’anana       | Netanja-Stadion                    | 13.610    |
| FC Bnei Sachnin             | Sachnin        | Doha-Stadion                       | 08.500    |
| Bne Jehuda Tel Aviv         | Tel Aviv-Jaffa | Bloomfield-Stadion                 | 14.413    |
| Hapoel Tel Aviv             | Tel Aviv-Jaffa | Bloomfield-Stadion                 | 14.413    |
| Maccabi Tel Aviv            | Tel Aviv-Jaffa | Bloomfield-Stadion                 | 14.413    |

## Vorrunde
In der Vorrunde wurde eine Doppelrunde zwischen allen 14 Mannschaften ausgespielt. Anschließend qualifizierten sich die sechs bestplatzierten Vereine für die Meisterrunde, in der neben der israelischen Meisterschaft auch die internationalen Startplätze ausgespielt wurden. Die weiteren acht Vereine spielten in der Abstiegsrunde gegen den Abstieg in die zweitklassige Liga Leumit.

### Tabelle
| Pl. | Verein                      | Sp. | S  | U  | N  | Tore    | Diff. | Punkte |
| --- | --------------------------- | --- | -- | -- | -- | ------- | ----- | ------ |
| 1.  | Hapoel Be’er Scheva         | 26  | 20 | 4  | 2  | 048:170 | +31   | 64     |
| 2.  | Maccabi Tel Aviv (M, P)     | 26  | 19 | 4  | 3  | 059:200 | +39   | 61     |
| 3.  | Beitar Jerusalem            | 26  | 15 | 6  | 5  | 038:190 | +19   | 51     |
| 4.  | Maccabi Haifa               | 26  | 10 | 8  | 8  | 033:250 | +8    | 38     |
| 5.  | FC Bnei Sachnin             | 26  | 10 | 6  | 10 | 032:250 | +7    | 36     |
| 6.  | Hapoel Ra’anana             | 26  | 10 | 6  | 10 | 029:310 | −2    | 36     |
| 7.  | Bne Jehuda Tel Aviv (N)     | 26  | 9  | 6  | 11 | 027:350 | −8    | 33     |
| 8.  | Maccabi Petach Tikwa        | 26  | 8  | 6  | 12 | 023:300 | −7    | 30     |
| 9.  | Hapoel Kfar Saba (N)        | 26  | 7  | 8  | 11 | 019:310 | −12   | 29     |
| 10. | Hapoel Akko                 | 26  | 8  | 5  | 13 | 018:360 | −18   | 29     |
| 11. | Hapoel Ironi Kirjat Schmona | 26  | 6  | 10 | 10 | 025:310 | −6    | 28     |
| 12. | Hapoel Tel Aviv             | 26  | 6  | 9  | 11 | 017:310 | −14   | 27     |
| 13. | Hapoel Haifa                | 26  | 5  | 10 | 11 | 027:370 | −10   | 25     |
| 14. | Maccabi Netanja             | 26  | 1  | 8  | 17 | 010:370 | −27   | 11     |

Platzierungskriterien: 1. Punkte – 2. Tordifferenz – 3. Siege – 4. geschossene Tore – 5. Direkter Vergleich (Punkte, Tordifferenz, geschossene Tore) – 6. play-off
| (M) | amtierender israelischer Meister     |
| (P) | amtierender israelischer Pokalsieger |
| (N) | Neuaufsteiger der letzten Saison     |

### Kreuztabelle
| 2015/16                     | Hapoel Be’er Scheva | Maccabi Tel Aviv | Beitar Jerusalem | Maccabi Haifa | FC Bnei Sachnin | Hapoel Ra’anana | Bne Jehuda Tel Aviv | Maccabi Petach Tikwa | Hapoel Kfar Saba | Hapoel Akko | Hapoel Ironi Kirjat Schmona | Hapoel Tel Aviv | Hapoel Haifa | Maccabi Netanja |
| --------------------------- | ------------------- | ---------------- | ---------------- | ------------- | --------------- | --------------- | ------------------- | -------------------- | ---------------- | ----------- | --------------------------- | --------------- | ------------ | --------------- |
| Hapoel Be’er Scheva         |                     | 0:1              | 2:1              | 0:0           | 2:2             | 2:0             | 2:0                 | 5:2                  | 3:0              | 3:0         | 2:1                         | 3:1             | 1:0          | 2:0             |
| Maccabi Tel Aviv            | 1:2                 |                  | 2:4              | 2:1           | 3:2             | 1:2             | 4:0                 | 3:1                  | 5:0              | 5:0         | 5:0                         | 1:1             | 2:1          | 2:1             |
| Beitar Jerusalem            | 1:3                 | 2:2              |                  | 3:0           | 1:0             | 1:0             | 1:0                 | 2:0                  | 3:1              | 1:0         | 2:0                         | 0:0             | 1:1          | 1:0             |
| Maccabi Haifa               | 1:1                 | 0:2              | 0:2              |               | 0:0             | 2:0             | 0:3                 | 4:0                  | 1:1              | 4:0         | 0:1                         | 0:0             | 3:2          | 1:0             |
| FC Bnei Sachnin             | 0:1                 | 0:2              | 1:3              | 1:2           |                 | 2:3             | 2:2                 | 1:0                  | 2:0              | 2:0         | 3:0                         | 1:0             | 0:0          | 0:0             |
| Hapoel Ra’anana             | 2:3                 | 0:2              | 0:2              | 0:2           | 1:0             |                 | 0:2                 | 1:0                  | 2:2              | 3:1         | 1:1                         | 0:1             | 2:2          | 1:0             |
| Bne Jehuda Tel Aviv         | 0:0                 | 0:1              | 2:1              | 0:0           | 0:2             | 1:3             |                     | 1:1                  | 2:1              | 0:2         | 2:2                         | 1:3             | 1:0          | 1:2             |
| Maccabi Petach Tikwa        | 0:1                 | 1:2              | 2:0              | 1:1           | 0:1             | 0:2             | 3:1                 |                      | 2:0              | 1:2         | 0:0                         | 1:1             | 1:1          | 1:0             |
| Hapoel Kfar Saba            | 1:2                 | 0:0              | 1:0              | 1:0           | 1:0             | 0:0             | 1:2                 | 0:1                  |                  | 0:1         | 0:0                         | 1:1             | 2:2          | 1:0             |
| Hapoel Akko                 | 1:0                 | 0:3              | 1:3              | 1:1           | 2:2             | 0:1             | 0:1                 | 1:0                  | 1:0              |             | 1:0                         | 0:1             | 0:1          | 1:1             |
| Hapoel Ironi Kirjat Schmona | 1:3                 | 1:1              | 0:2              | 2:0           | 0:2             | 0:0             | 1:1                 | 0:1                  | 0:2              | 0:0         |                             | 3:0             | 1:1          | 3:0             |
| Hapoel Tel Aviv             | 0:1                 | 0:1              | 0:0              | 0:3           | 0:4             | 2:1             | 3:1                 | 0:1                  | 0:1              | 0:2         | 0:3                         |                 | 0:0          | 1:1             |
| Hapoel Haifa                | 1:2                 | 0:3              | 1:1              | 2:4           | 2:0             | 1:1             | 0:1                 | 0:3                  | 1:1              | 3:1         | 1:4                         | 0:1             |              | 2:0             |
| Maccabi Netanja             | 0:2                 | 1:3              | 0:0              | 0:3           | 0:2             | 1:3             | 0:2                 | 0:0                  | 0:1              | 0:0         | 1:1                         | 1:1             | 1:2          |                 |

## Meisterrunde
Die Vereine auf den Plätzen 1–6 nach der Vorrunde spielten im Anschluss um die Meisterschaft. Dabei wurden die Ergebnisse aller 26 Vorrundenspiele übertragen und zwischen den sechs Teams eine weitere Doppelrunde ausgetragen.

### Abschlusstabelle
| Pl. | Verein                  | Sp. | S  | U  | N  | Tore    | Diff. | Punkte |
| --- | ----------------------- | --- | -- | -- | -- | ------- | ----- | ------ |
| 1.  | Hapoel Be’er Scheva     | 36  | 25 | 8  | 3  | 066:240 | +42   | 83     |
| 2.  | Maccabi Tel Aviv (M, P) | 36  | 24 | 9  | 3  | 076:240 | +52   | 81     |
| 3.  | Beitar Jerusalem 1      | 36  | 18 | 6  | 12 | 046:370 | +9    | 58     |
| 4.  | Maccabi Haifa           | 36  | 14 | 11 | 11 | 045:420 | +3    | 53     |
| 5.  | FC Bnei Sachnin         | 36  | 13 | 9  | 14 | 046:400 | +6    | 48     |
| 6.  | Hapoel Ra’anana         | 36  | 11 | 9  | 16 | 038:480 | −10   | 42     |

Platzierungskriterien: 1. Punkte – 2. Tordifferenz – 3. Siege – 4. geschossene Tore – 5. Direkter Vergleich (Punkte, Tordifferenz, geschossene Tore) – 6. play-off
| (M) | amtierender israelischer Meister     |
| (P) | amtierender israelischer Pokalsieger |

### Kreuztabelle
| 2015/16             | Hapoel Be’er Scheva | Maccabi Tel Aviv | Beitar Jerusalem | Maccabi Haifa | FC Bnei Sachnin | Hapoel Ra’anana |
| ------------------- | ------------------- | ---------------- | ---------------- | ------------- | --------------- | --------------- |
| Hapoel Be’er Scheva |                     | 1:1              | 2:0              | 1:1           | 3:1             | 0:0             |
| Maccabi Tel Aviv    | 0:0                 |                  | 3:2              | 6:0           | 1:0             | 3:0             |
| Beitar Jerusalem    | 0:2                 | 0:2              |                  | 3:2           | 0:3             | 1:0             |
| Maccabi Haifa       | 2:1                 | 0:0              | 1:0              |               | 3:3             | 2:0             |
| FC Bnei Sachnin     | 1:4                 | 0:0              | 2:0              | 0:1           |                 | 1:1             |
| Hapoel Ra’anana     | 1:4                 | 1:1              | 1:2              | 3:0           | 2:3             |                 |

## Abstiegsrunde
Die Vereine auf den Plätzen 7–14 nach der Vorrunde spielten im Anschluss gegen den Abstieg. Dabei wurden die Ergebnisse aller 26 Vorrundenspiele übertragen und zwischen den acht Teams nur eine Einfachrunde ausgetragen. Die vier bestplatzierten Vereine der Vorrunde erhielten dabei ein Heimspiel mehr als die anderen Vier. Nach Abschluss der Runde stiegen die Mannschaften auf den Rängen 13 und 14 in die zweitklassige Liga Leumit ab.

### Abschlusstabelle
| Pl. | Verein                      | Sp. | S  | U  | N  | Tore    | Diff. | Punkte |
| --- | --------------------------- | --- | -- | -- | -- | ------- | ----- | ------ |
| 7.  | Maccabi Petach Tikwa        | 33  | 13 | 7  | 13 | 034:350 | −1    | 46     |
| 8.  | Bne Jehuda Tel Aviv (N)     | 33  | 13 | 7  | 13 | 037:430 | −6    | 46     |
| 9.  | Hapoel Tel Aviv             | 33  | 10 | 12 | 11 | 030:370 | −7    | 42     |
| 10. | Hapoel Kfar Saba (N)        | 33  | 9  | 11 | 13 | 023:370 | −14   | 38     |
| 11. | Hapoel Ironi Kirjat Schmona | 33  | 8  | 12 | 13 | 032:390 | −7    | 36     |
| 12. | Hapoel Haifa                | 33  | 7  | 13 | 13 | 038:480 | −10   | 34     |
| 13. | Hapoel Akko                 | 33  | 9  | 7  | 17 | 027:480 | −21   | 34     |
| 14. | Maccabi Netanja             | 33  | 1  | 9  | 23 | 014:500 | −36   | 12     |

Platzierungskriterien: 1. Punkte – 2. Tordifferenz – 3. Siege – 4. geschossene Tore – 5. Direkter Vergleich (Punkte, Tordifferenz, geschossene Tore) – 6. play-off
| (N) | Neuaufsteiger der letzten Saison |

### Kreuztabelle
| 2015/16                     | Maccabi Petach Tikwa | Bne Jehuda Tel Aviv | Hapoel Tel Aviv | Hapoel Kfar Saba | Hapoel Ironi Kirjat Schmona | Hapoel Haifa | Hapoel Akko | Maccabi Netanja |
| --------------------------- | -------------------- | ------------------- | --------------- | ---------------- | --------------------------- | ------------ | ----------- | --------------- |
| Maccabi Petach Tikwa        |                      | –                   | –               | 0:1              | 2:0                         | 2:1          | –           | 2:1             |
| Bne Jehuda Tel Aviv         | 1:2                  |                     | 2:4             | –                | 1:0                         | –            | 3:1         | –               |
| Hapoel Tel Aviv             | 0:0                  | –                   |                 | –                | –                           | 3:3          | 1:0         | –               |
| Hapoel Kfar Saba            | –                    | 0:1                 | 0:3             |                  | 2:1                         | –            | 0:0         | –               |
| Hapoel Ironi Kirjat Schmona | –                    | –                   | 1:1             | –                |                             | 2:1          | –           | 2:0             |
| Hapoel Haifa                | –                    | 1:1                 | –               | 0:0              | –                           |              | –           | 2:1             |
| Hapoel Akko                 | 1:3                  | –                   | –               | –                | 1:1                         | 2:3          |             | 4:1             |
| Maccabi Netanja             | –                    | 0:1                 | 0:1             | 1:1              | –                           | –            | –           |                 |

## Torschützenliste
| Pl. | Name              | Team                        | Tore |
| --- | ----------------- | --------------------------- | ---- |
| 01. | Eran Zahavi       | Maccabi Tel Aviv            | 35   |
| 02. | Nikita Rukavytsya | Beitar Jerusalem            | 14   |
| 02. | Shlomi Azulay     | FC Bnei Sachnin             | 14   |
| 02. | Elyaniv Barda     | Hapoel Be’er Scheva         | 14   |
| 05. | Evans Kangwa      | Hapoel Ra’anana             | 11   |
| 05. | Pedro Galván      | Bne Jehuda Tel Aviv         | 11   |
| 05. | Anthony Nwakaeme  | Hapoel Be’er Scheva         | 11   |
| 05. | Mahran Lala       | Hapoel Haifa                | 11   |
| 09. | Eliran Atar       | Maccabi Haifa               | 10   |
| 09. | Ofir Mizrahi      | Hapoel Ironi Kirjat Schmona | 10   |
| 09. | Tal Ben Haim      | Maccabi Tel Aviv            | 10   |